# Erica pilulifera
Erica pilulifera är en ljungväxtart som beskrevs av Carl von Linné. Erica pilulifera ingår i släktet klockljungssläktet, och familjen ljungväxter. Inga underarter finns listade i Catalogue of Life.